# Kaulsdorf, Berlin
Kaulsdorf är en stadsdel i östra Berlin, tillhörande stadsdelsområdet Marzahn-Hellersdorf. Befolkningen uppgick till 18 921 invånare i juni 2016. Tillsammans med de angränsande stadsdelarna Biesdorf och Mahlsdorf utgör de tre stadsdelarna Tysklands största sammanhängande villaområde med en- och tvåfamiljshusbebyggelse.

## Historia
Tyska nybyggare slog sig ned i Kaulsdorf före år 1200, men arkeologiska spår visar att en slavisk bosättning fanns på platsen redan tidigare och att denna omstrukturerades under en period då både tyska och slaviska bybor levde på platsen samtidigt.  Bykyrkan uppfördes omkring år 1250. Det första omnämnandet i skriftliga källor är från 1285, då en person vid namn Nicolao de Caulestorp förekommer i ett dokument. Byn omnämns som Caulstorp 1347 i ett donationsbrev till Kalandbröderna i Bernau från markgreve Ludvig V. 1412 tillföll byn Petrikyrkan i Cölln i nuvarande Berlin. I samband med reformationen tillföll byn Berlins domkyrka och församlingen blev 1539 underställd Biesdorf.
Den ursprungliga byn uppstod i likhet med många andra byar i området omkring en allmänning vid kyrkan, men allmänningens trekantiga form är ovanlig och utmärkande för Kaulsdorf. Byn ödelades helt 1638 under trettioåriga kriget men många gårdar var åter befolkade 1652, några år efter kriget. Naturvetenskapsmannen Franz Carl Achard förvärvade byns gods 1782 och använde det i sina experiment med odling av sockerbetor för framställning av socker.
Orten fick en järnvägshållplats på preussiska östbanan 1869 och kom därefter att bebyggas med villabebyggelse som förort till den växande storstaden Berlin. Orten fick ett vattenverk 1916 och anslöts till elnätet 1920. Samma år införlivades orten med Stor-Berlin, som en stadsdel i Lichtenbergs stadsdelsområde. Under andra världskriget uppfördes ett hjälplasarett i Kaulsdorf, vilket idag drivs som stadsdelens Vivantesklinik. Efter 1945 kom stadsdelen att tillhöra den sovjetiska ockupationszonen och Östberlin fram till 1990.
Stadsdelen kom 1979 att bli del av Marzahns stadsdelsområde och avdelas 1986 till Hellersdorfs nybildade stadsdelsområde, innan dessa åter slogs ihop 2001 till stadsdelsområdet Marzahn-Hellersdorf.

## Kommunikationer

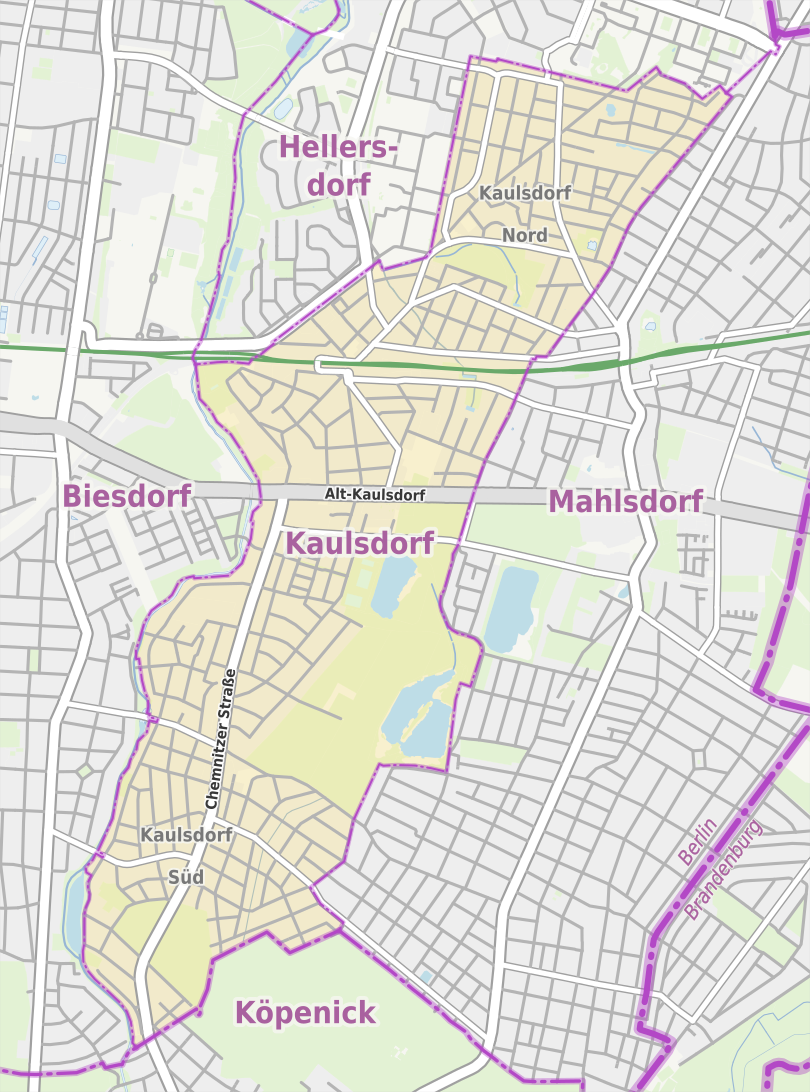
Karta över Kaulsdorf

Bundesstrasse 1/5 passerar genom stadsdelen i öst-västlig riktning.
Stadsdelen har en pendeltågsstation på Berlins pendeltågslinje S5 (Berlin Westkreuz – Berlin Hauptbahnhof  – Berlin Ostkreuz – Kaulsdorf – Mahlsdorf – Strausberg Nord)

## Kända invånare
Följande personer har bott i Kaulsdorf:
- Franz Carl Achard (1753–1821), naturvetare, uppfinnare av sockerbetsframställt socker
- Karin Büttner-Janz (född 1952), olympisk gymnast för DDR och läkare
- Michael Degen (född 1932), tysk-israelisk författare och skådespelare, levde gömd i en kolonistuga i Kaulsdorf under andra världskriget
- Heinrich Grüber (1891–1975), teolog, motståndsman under Nazityskland
- Erich Knauf (1895–1944), journalist
- Wolfgang Lippert (född 1952), artist och TV-programledare
- Erich Ohser (1903–1944), även känd som e.o.plauen, serietecknare och karikatyrist
- Ludwig Renn (1889–1979), pseudonym för Arnold Friedrich Vieth von Golssenau, författare
- Steven Skrzybski (född 1992), fotbollsspelare
- Ludwig Turek (1898–1975), författare